# ГЕС Мейфілд
ГЕС Мейфілд — гідроелектростанція у штаті Вашингтон (Сполучені Штати Америки). Знаходячись після ГЕС Моссірок, становить нижній ступінь каскаду на річці Ковлитз, правій притоці Колумбії (має гирло на узбережжі Тихого океану на межі штатів Вашингтон та Орегон).
У межах проекту річку перекрили бетонною арково-гравітаційною греблею висотою від тальвегу 61 метр (від підошви фундаменту — 76 метрів), довжиною 259 метрів та товщиною від 1,5 (по гребеню) до 7 (по основі) метрів, яка потребувала 84 тис. м3 матеріалу. Вона утримує витягнуте на 21 км водосховище з площею поверхні 9,1 км2 та об'ємом 165 млн м3 (корисний об'єм 26,4 млн м3), в якому припустиме коливання рівня у операційному режимі між позначками 126 та 130 метрів НРМ.
Розташований на правому березі річки за 0,3 км від греблі машинний зал обладнали чотирма турбінами типу Френсіс потужністю по 40,5 МВт. Вони використовують напір у 55 метрів та забезпечують виробництво 804 млн кВт-год електроенергії на рік.
Видача продукції відбувається по ЛЕП, розрахованій на роботу під напругою 230 кВ.